# アスカル・ジャディゲロフ
アスカル・ジャディゲロフ（Asqar Jadigerov,1980年1月5日 - ）は、ウズベキスタンの元サッカー選手。

## 来歴
FKアンディジャンでキャリアをスタートさせ、2010年にはFCパフタコール・タシュケントに移籍し、ACLに参加した。同年7月、中国サッカー・スーパーリーグの南昌八一衡源と契約。同月14日の遼寧戦でデビューし、8月8日の上海申花戦で初ゴールを決めた。